# Letiště Rotterdam/Haag
Letiště Roterdam/Haag (dříve letiště Rotterdam, Vliegveld Zestienhoven v nizozemštině), (IATA: RTM, ICAO: EHRD) je menší mezinárodní letiště, které obsluhuje Rotterdam, druhé největší město Nizozemska a Haag, jeho správní a královské hlavní město. Nachází se 3 NM (5,6 km) severně severozápadně od Rotterdamu v Jižním Holandsku a je třetím nejrušnějším letištěm v Nizozemsku.
V roce 2019 odbavilo letiště více než 2,1 milionu cestujících a nabízí pravidelné lety do evropských metropolitních a rekreačních destinací. Hojně je využíváno také provšeobecné letectví a na letišti je několik leteckých klubů, parašutistický klub a škola leteckého výcviku.

## Historie

### Raná léta
Po druhé světové válce rozhodla nizozemská vláda, že kromě Schipholu je potřeba ještě druhé národní letiště. Rotterdam měl letiště už před válkou, letiště Waalhaven, ale při německém bombardování Rotterdamu bylo těžce poškozeno a později bylo zcela zničeno, aby jej Němci nemohli používat. Rekonstrukce letiště nebyla možná, a tak byla nalezena nová lokalita v poldru Zestienhoven, který dal letišti původní název.
Stavba letiště začala v srpnu 1955 a letiště bylo oficiálně otevřeno v říjnu 1956. Do Rotterdamu brzy operovalo několik velkých mezinárodních leteckých společností, jako jsou Swissair, Lufthansa, Air France, Channel Airways a British Air Ferries (Channel Air Bridge). Nicméně, v roce 1970 byly provedeny plány buď zavřít nebo přesunout letiště, aby se vytvořil prostor pro bydlení. Jeho nejistá budoucnost zastavila růst letiště a vedla k odchodu mnoha provozovatelů.

### Vývoj od 90. let minulého století
Téměř třicet let čelilo letiště uzavření, ale ekonomický růst v devadesátých letech způsobil opět nárůst cestujících a v roce 2001 bylo rozhodnuto, že aktuální poloha letiště bude zachována po dobu nejméně jednoho století.
Název letiště byl změněn z Zestienhoven na letiště Rotterdam a nakonec v roce 2010 na současný název letiště Rotterdam/Haag.
Nejdéle kontinuálně provozovaný spoj, na letiště Londýn Heathrow, provozovaný společností KLM Cityhopper byl pozastaven v roce 2008. To znamenalo konec účasti KLM na provozu letiště. Nicméně, v prosinci 2012, British Airways zprovoznila spoj z Heathrow do Rotterdamu. V říjnu 2014 British Airways oznámily, že v březnu 2015 tuto linku znovu pozastaví. Společnost British Airways nyní létá do Rotterdamu z letiště London City.
Název letiště byl změněn ze Zestienhovenu na Letiště Rotterdam a nakonec v roce 2010 na současný název Letiště Rotterdam Haag.
Většina letů je dnes provozována menšími proudovými letadly, jako jsou Boeing 737 a Airbus řady A320 nebo Embraer 190. Letiště také často využívají státní a vojenská letadla, a to kvůli blízkosti Haagu, sídla nizozemské vlády a různých mezinárodních institucí, jako je Mezinárodní trestní soud. Po uzavření nedalekého letiště Ypenburg v roce 1992 a námořní letecké základny Valkenburg v roce 2006 je nyní letiště Rotterdam Haag jediným zbývajícím letištěm v oblasti.
Na letišti došlo v 10. letech 21. století k významnému růstu, zdvojnásobení počtu cestujících z 1 000 858 v roce 2010 na 2 133 976 v roce 2019.

## Letecké společnosti a destinace
Následující letecké společnosti provozují pravidelné pravidelné a charterové lety do a z Rotterdamu/Hagu:
| Letecké společnosti | Destinace |
| ------------------- | --- |
| Blue Islands        | Sezónní charterové: Guernsey, Jersey |
| British Airways     | Londýn–City |
| Corendon Airlines   | Sezónní: Antalya, Kayseri (začíná 2. července 2024) |
| Pegasus Airlines    | Sezónní: Antalya, Istanbul-Sabiha Gökçen, Kayseri |
| SunExpress          | Sezónní: Antalya, Smyrna |
| Transavia           | Al-Husajma, Alicante, Barcelona, Edinburgh, Faro, Fez, Gran Canaria, Lisabon, Malaga, Nador, Tenerife–Jih, Valencie Sezónní: Almería, Bastia, Bergamo, Bergerac, Brindisi, Chambéry, Korfu, Dubrovník, Girona, Grenoble, Heraklion, Ibiza, Innsbruck, Klagenfurt, Kos, Lanzarote, Montpellier, Palermo, Palma de Mallorca, Perugia, Pula, Řím–Fiumicino, Salzburg, Split, Tangier, Toulon, Zadar, Ženeva Sezónní charterové: Rovaniemi, Skellefteå |
| TUI fly Netherlands | Fuerteventura, Gran Canaria, Lanzarote, Marrákeš, Tenerife–Jih Sezónní: Antalya, Heraklion, Kittilä, Kos, Kuusamo, Rhodos, Šarm aš-Šajch, Zakynthos |

## Statistiky

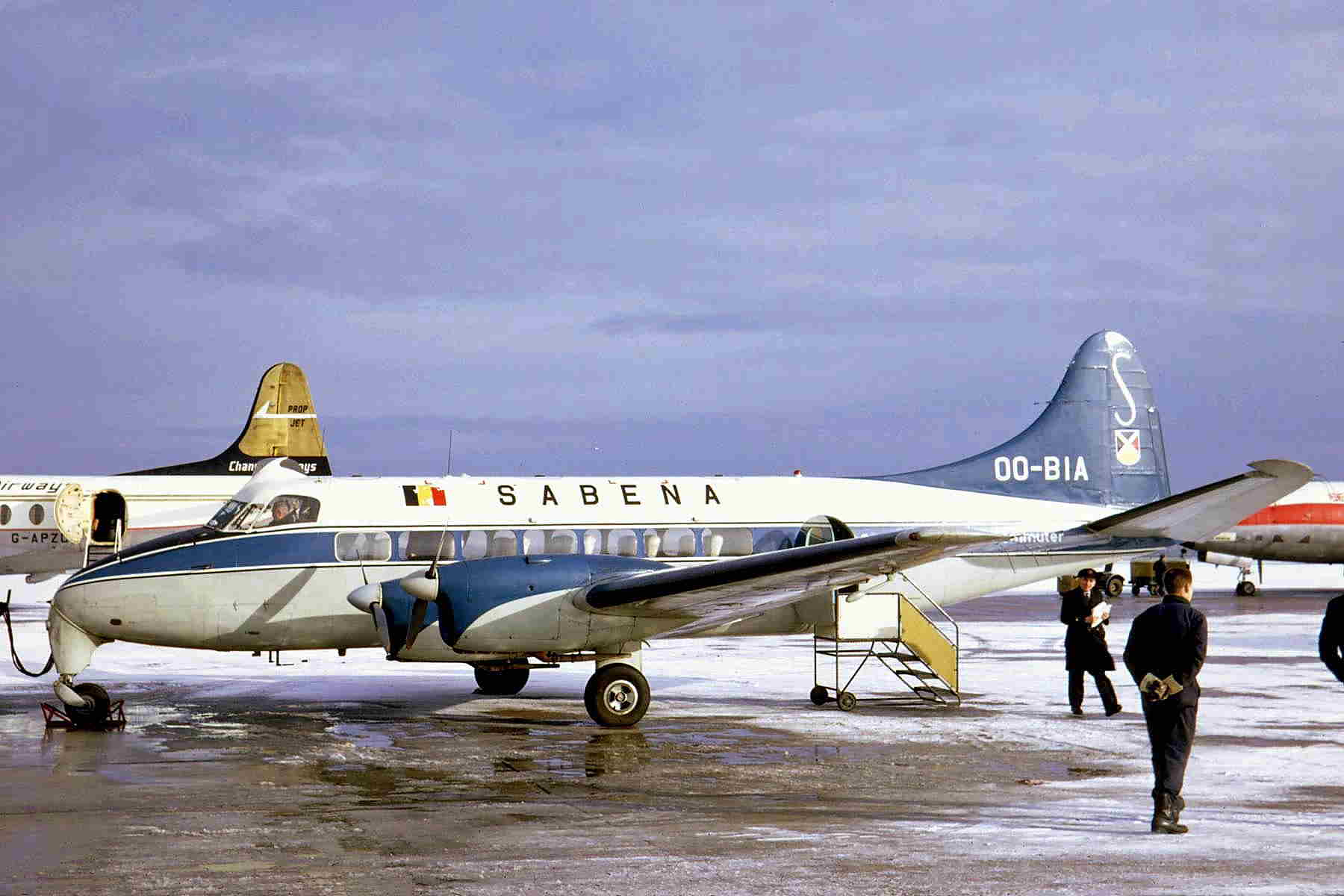
Sabena de Havilland Heron na letišti v roce 1968

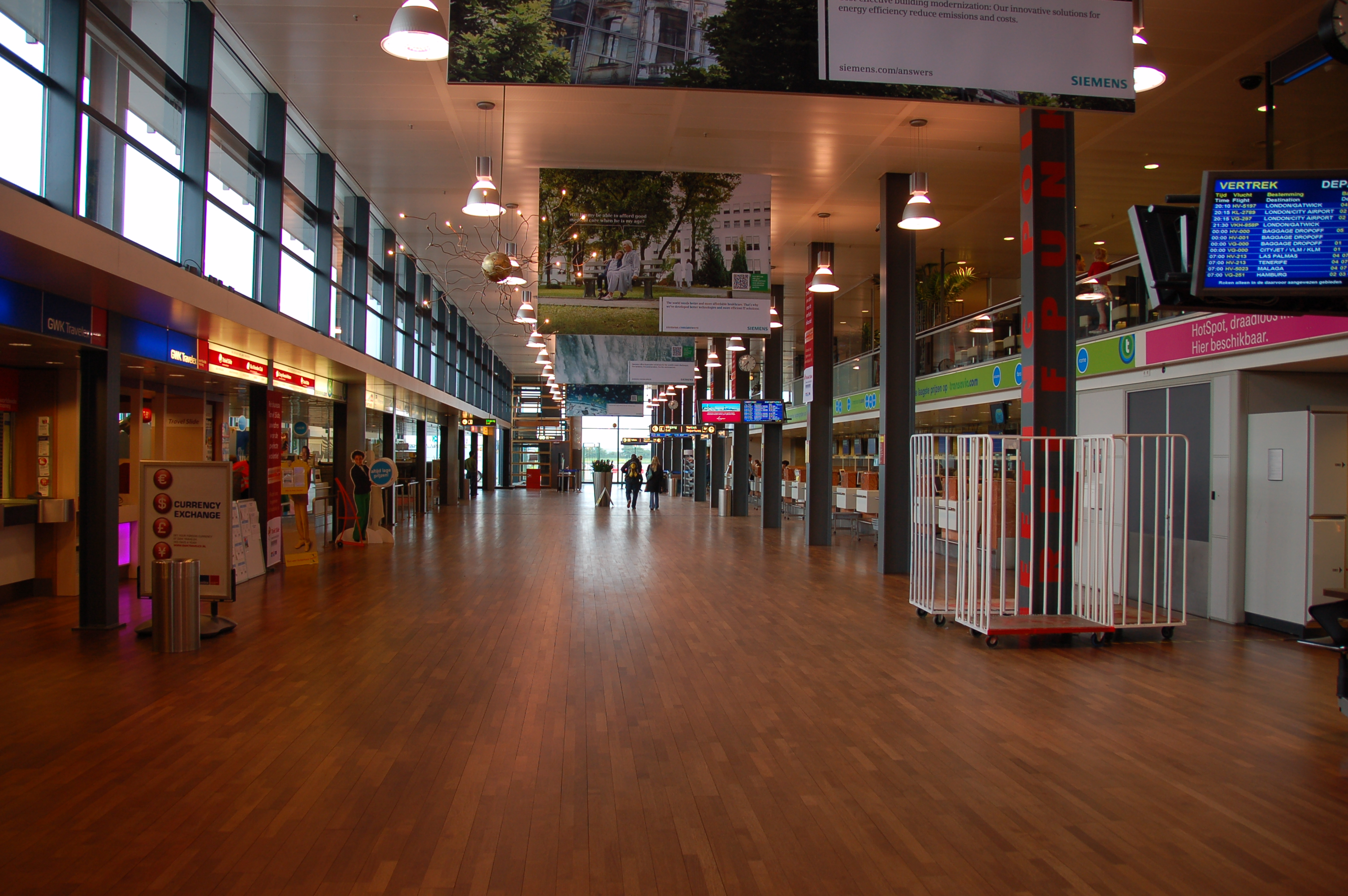
Odbavovací zóna

### Počty cestujících
| Rok  | Cestující   | Pohyby letadel |
| ---- | ----------- | -------------- |
| 2017 | 1 774 976 ▲ | 49 962 ▼       |
| 2018 | 1 943 733 ▲ | 53 322 ▲       |
| 2019 | 2 133 976 ▲ | 52 439 ▼       |
| 2020 | 497 078 ▼   | 38 653 ▼       |
| 2021 | 764 061 ▲   | 46 139 ▲       |
| 2022 | 2 133 708 ▲ | 59 444 ▲       |

### Nejrušnější trasy
| Pořadí                                                                  | Letiště                   | Cestující 2016 |
| ----------------------------------------------------------------------- | ------------------------- | -------------- |
| 1                                                                       | Letiště London City       | 219 22         |
| 2                                                                       | Letiště Barcelona-El Prat | 154 152        |
| 3                                                                       | Letiště Malaga            | 126 034        |
| 4                                                                       | Letiště Faro              | 121 494        |
| 5                                                                       | Letiště Alicante-Elche    | 110 239        |
| Zdroj: http://appsso.eurostat.ec.europa.eu/nui/submitViewTableAction.do |                           |                |

## Pozemní doprava

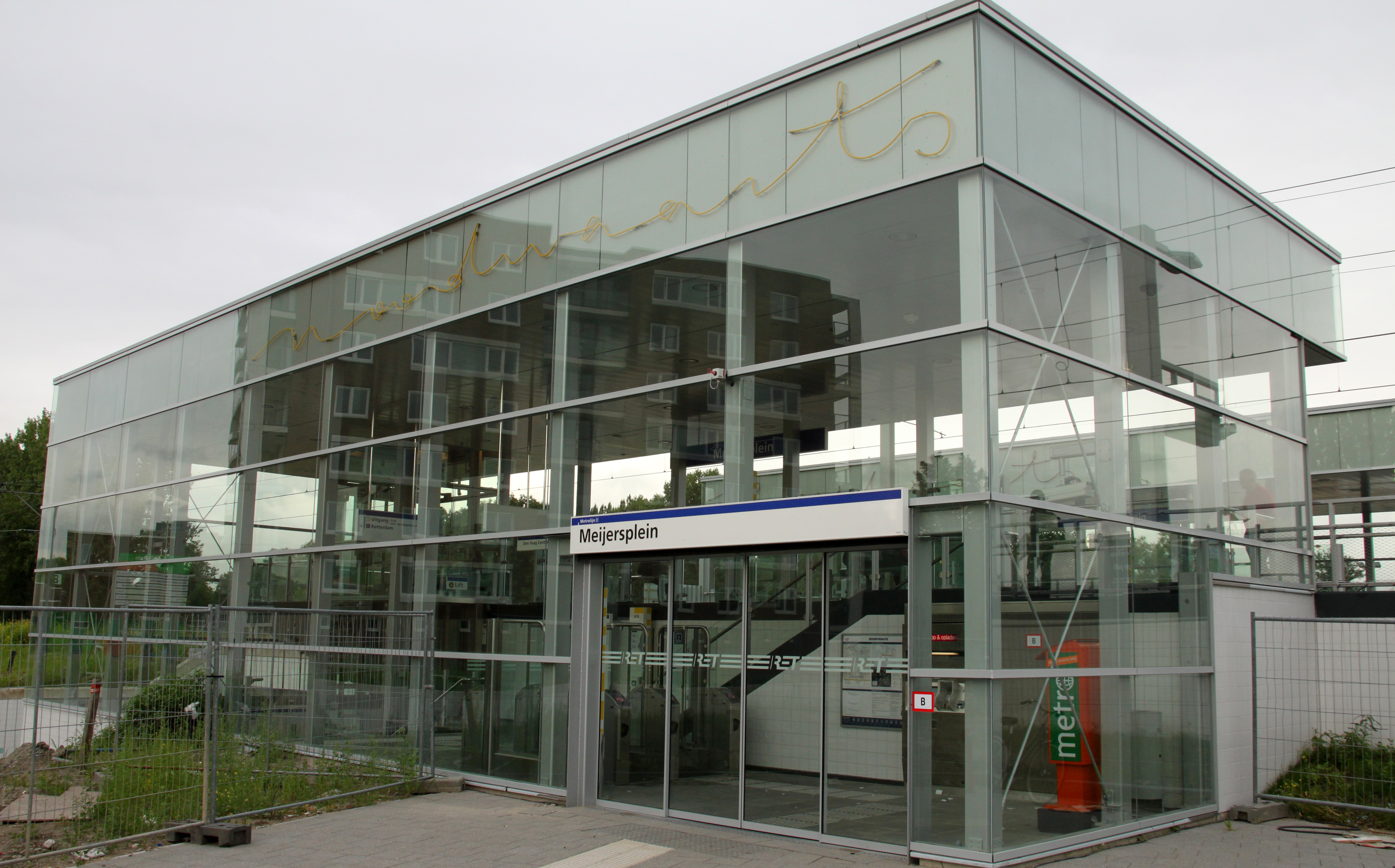
Stanice metra Meijersplein

### Autobus
Na letiště jezdí autobusová linka 33, která jezdí mezi stanicí Rotterdam Centraal, letištěm a dále do stanice Meijersplein. V Meijerspleinu jsou k dispozici transfery na metro E, s častým spojením do Den Haag Centraal, Rotterdam Centraal a centra města Rotterdam.

### Auto
Letiště se nachází hned vedle rušné dálnice A13/E19, díky které je snadno dostupné autem.